# 1000 Hurts
1000 Hurts är musikgruppen Shellacs tredje fullängdsalbum, släppt den 31 juli 2000. 

## Låtlista

### Sida A
1. "Prayer to God" – 2:50
2. "Squirrel Song" – 2:38
3. "Mama Gina" – 5:43
4. "QRJ" – 2:52
5. "Ghosts" – 3:36

### Sida B
1. "Song Against Itself" – 4:13
2. "Canaveral" – 2:38
3. "New Number Order" – 1:39
4. "Shoe Song" – 5:17
5. "Watch Song" – 5:25